# Cowbridge
Cowbridge es una localidad situada en el condado de Vale of Glamorgan, en Gales (Reino Unido), con una población estimada a mediados de 2016 de 3893 habitantes.
Se encuentra ubicada al sur de Gales, a poca distancia de la costa del canal de Bristol y al oeste de Cardiff.